# Sportowe ratownictwo wodne na World Games 2017 – super ratownik na 200 m mężczyzn
Super ratownik na 200 m mężczyzn – jedna z konkurencji sportowego ratownictwa wodnego rozgrywanych podczas World Games 2017 we Wrocławiu. 
Eliminacje i finał rozegrane zostały 21 lipca. Zawody odbyły się na pływalni w Hala "Orbita".
Złoty medal zdobył Włoch Daniele Sanna z czasem 2:05,79, srebrny medal - Włoch Federico Gilardi, natomiast brązowy medal - Australijczyk Tom Montgomery.

## Rekordy
Przed rozpoczęciem World Games 2017 obowiązywały następujące rekordy:
| Rekord świata      | Federico Gilardi (ITA)  | 2:04,33 | Mediolan | 23.04.2017 |
| Rekord World Games | Marcel Hassemeier (GER) | 2:08,99 | Cali     | 26.07.2013 |

W trakcie zawodów ustanowiono nowy rekord World Games.
| Rekord World Games | Daniele Sanna (ITA) | 2:05,79 | 21.07.2017 |

## Terminarz
| Data          | Godzina (UTC+2)   | Wydarzenie             |
| ------------- | ----------------- | ---------------------- |
| 21 lipca 2017 | 11:43 11:49 11:55 | Wyścigi kwalifikacyjne |
| 21 lipca 2017 | 20:05             | Finał                  |

## Wyniki

### Kwalifikacje

#### Wyścig 1
Godzina: 11:43
| Poz. | Imię i nazwisko    | Narodowość | Tor | Reakcja | Wynik   | Uwagi | Kwal. |
| ---- | ------------------ | ---------- | --- | ------- | ------- | ----- | ----- |
| 1    | Adam Dubiel        | Polska     | 3   | 0,69    | 2:10,92 |       | Q     |
| 2    | Samuel Bell        | Australia  | 5   | 0,70    | 2:11,55 |       | Q     |
| 3    | Thomas Vilaceca    | Francja    | 4   | 0,65    | 2:12,17 |       | Q     |
| 4    | Ryo Ueno           | Japonia    | 6   | 0,70    | 2:15,01 |       |       |
| 5    | Lin Junhong        | Chiny      | 7   | 0,73    | 2:20,38 |       |       |
| 6    | Florian Laclaustra | Francja    | 2   | 0,73    | 2:21,85 |       |       |

#### Wyścig 2
Godzina: 11:49
| Poz. | Imię i nazwisko      | Narodowość    | Tor | Reakcja | Wynik   | Uwagi | Kwal. |
| ---- | -------------------- | ------------- | --- | ------- | ------- | ----- | ----- |
| 1    | Daniele Sanna        | Włochy        | 4   | 0,81    | 2:09,24 |       | Q     |
| 2    | Adam Simpson         | Nowa Zelandia | 2   | 0,66    | 2:13,10 |       | Q     |
| 3    | Andrew Trembath      | Nowa Zelandia | 7   | 0,64    | 2:13,17 |       | R     |
| 4    | Christian Ertel      | Niemcy        | 5   | 0,64    | 2:14,48 |       | R     |
| 5    | Suguru Ando          | Japonia       | 6   | 0,62    | 2:16,18 |       |       |
| 6    | José Víctor García   | Hiszpania     | 3   | 0,79    | 2:18,81 |       |       |
| 7    | Bartosz Stanielewicz | Polska        | 1   | 0,69    | 2:24,28 |       |       |

#### Wyścig 3
Godzina: 11:55
| Poz. | Imię i nazwisko  | Narodowość | Tor | Reakcja | Wynik   | Uwagi | Kwal. |
| ---- | ---------------- | ---------- | --- | ------- | ------- | ----- | ----- |
| 1    | Federico Gilardi | Włochy     | 4   | 0,69    | 2:09,09 |       | Q     |
| 2    | Tom Montgomery   | Australia  | 3   | 0,69    | 2:10,08 |       | Q     |
| 3    | Joshua Perling   | Niemcy     | 5   | 0,71    | 2:10,60 |       | Q     |
| 4    | Wouter Baelus    | Belgia     | 2   | 0,70    | 2:15,64 |       |       |
| 5    | Carlos Periañez  | Hiszpania  | 6   | 0,70    | 2:19,85 |       |       |
| 6    | Lenz Bolckmans   | Belgia     | 1   | 0,71    | 2:24,41 |       |       |
|      | Niu Yujie        | Chiny      | 1   | 0,71    | DSQ     |       |       |

### Finał
Godzina: 20:05
| Poz.   | Imię i nazwisko  | Narodowość    | Tor | Reakcja | Wynik   | Uwagi |
| ------ | ---------------- | ------------- | --- | ------- | ------- | ----- |
| złoto  | Daniele Sanna    | Włochy        | 5   | 0,74    | 2:05,79 | WG    |
| srebro | Federico Gilardi | Włochy        | 4   | 0,69    | 2:07,67 |       |
| brąz   | Tom Montgomery   | Australia     | 3   | 0,70    | 2:10,51 |       |
| 4      | Joshua Perling   | Niemcy        | 6   | 0,71    | 2:10,96 |       |
| 5      | Adam Dubiel      | Polska        | 2   | 0,69    | 2:11,54 |       |
| 6      | Thomas Vilaceca  | Francja       | 1   | 0,63    | 2:13,75 |       |
| 7      | Samuel Bell      | Australia     | 7   | 0,71    | 2:14,47 |       |
| 8      | Adam Simpson     | Nowa Zelandia | 8   | 0,67    | 2:19,49 |       |